# Бік (геральдика)
Бічник - у геральдиці геральдичне зображення приблизно третини щита позначає зміщений до краю щита стовп.

## Опис, подання та варіанти
Бічник займає уявні гербові місця після поділу та розколу щита з цифрами 1, 4 і 7 для правої відп. 3, 6 і 9 для лівого боку. Як і з ворсом, ширина бічної поверхні не повинна перевищувати 2⁄7 Якщо він ширший, то не говорять про бічник, а скоріше про розтятий вправо / вліво.
Як прийнято в геральдиці, точна ширина залишаються вибором пропорції геральдиста-художника, але блазон має вирішальне значення, яке описує природу і структуру герба: поділено щит на два кольори, обидва кольору мають приблизно однаковий ранг, бічник завжди є другорядною ознакою герба, який розміщений на базовому щиті.
Основним місцем фігури є геральдичний правий бік. Якщо бік розташований зліва, то про це завжди повідомляється.
Якщо є певна відстань до бічного краю, геральдист говорить про бічний стовп. Можливі як правий, так і лівий бічні стовпи. Центральна лінія палі повинна збігатися з межею боку.
Якщо бічник з’являється з обох сторін, це називається подвійним бічником. Середня область повинна бути значно ширшою за бічні, інакше це стовп.
Усі типи бічників можна змінити за допомогою тинктур або покрити негеральдичними фігурами. Можна використовувати всі тинктури.
Бічник також може бути вигнутим або увігнутим (вигнутий бік), загострений більше говорить про вістря.
Якщо немає лінії розділення на решті щита та на краю щита або на інших гербових розрізах, які не надто тягнуться до поля, назва боку приєднується до вирізу, наприклад, бокові точки. Обов’язковою умовою завжди є відсутність межі між двома геральдичними зображеннями. Тут також допускаються права і ліва версії.

## Приклади

Герб Піеліярві (бічник)
Герб Санкт-Конрада (бічник)
Герб Гільста (обтяжений бічник)
Герб Трульбена (обтяжений лівий бічник)
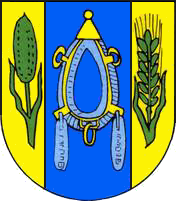
Герб Брекеля (обтяжений подвійний бічник)
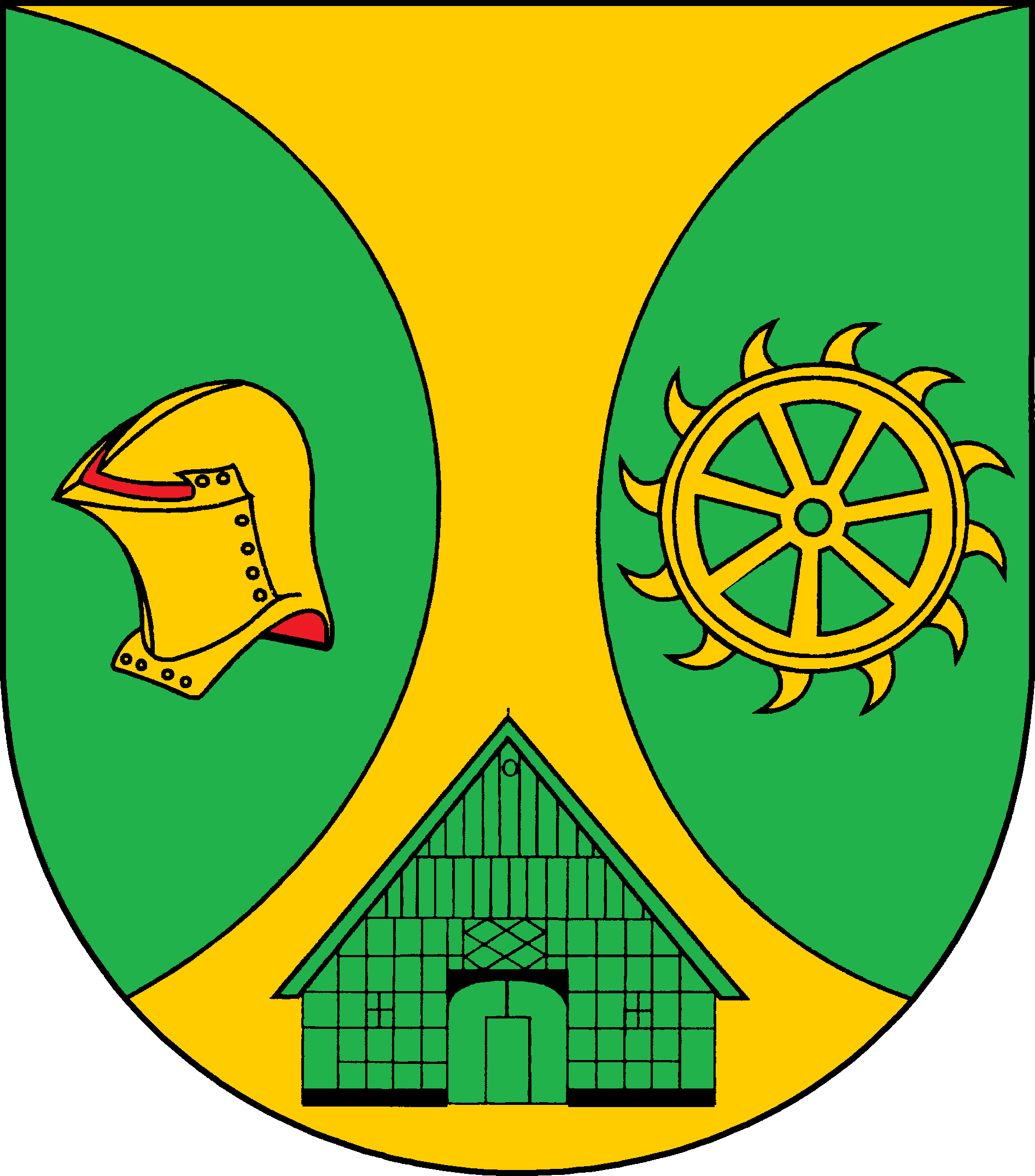
Герб Шмальштеде (вигнутий подвійний бічник
Герб Куйваніємі (хивлястий лівий бічник